# Mariam Hakobjan

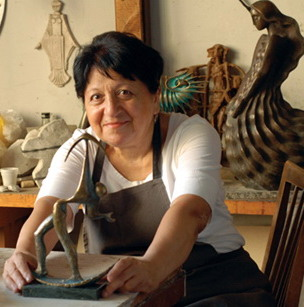
Mariam Hakobjan, 2009

Mariam Hakobjan (armenisch Մարիամ Հակոբյան; geb. 17. August 1949 in Jerewan, Armenien) ist eine armenische Bildhauerin und Malerin.

## Ausbildung und Karriere
Hakobjan absolvierte ihr Grundstudium 1968 an der Staatlichen Hochschule für Bildende Künste Jerewan und schloss 1974 ihr Studium am Staatlichen Kunst- und Theaterinstitut Jerewan ab. 1979 wurde sie Mitglied des Künstlerverbandes Armeniens und war viele Jahre Vorsitzende der Bildhauersektion. Sie war Gründerin des Kreativzentrums „NorEon“, das die Bildende Kunst Armeniens weltweit bekannt macht und armenischen Künstlern bei ihren beruflichen Karrieren hilft.
Hakobjan arbeitete von 1976 bis 1990 am Kinderzentrum für Ästhetische Bildung und am Schülererholungszentrum in Jerewan und war von 1993 bis 1997 Fakultätsmitglied am Roslyn-Institut für Schöne Künste.
Während ihrer Karriere nahm Hakobjan an zahlreichen Ausstellungen, Bildhauersymposien, Festivals und Biennalen in Armenien und im Ausland teil. Hakobjan erhielt viele Auszeichnungen und Preise, so bei der Biennale Florenz (1998), beim Steindenkmal-Wettbewerb in China (2001), beim Internationalen Bildhauersymposium in Litauen (2003) und beim Internationalen Eisskulpturenfestival in Russland (2004). Ihre kleinen Skulpturen und Grafiken werden in vielen staatlichen privaten Galerien und Museen gezeigt; ihre Monumentalskulpturen sind in der ganzen Welt zu sehen. 

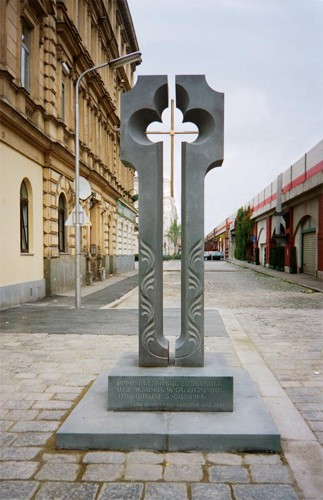
Skulptur „Glaube“, Basalt und Bronze, 285 × 150 × 190 cm, Armenierplatz, Wien

Ihre Arbeit „Glauben“ (auch „Armenisches Kreuz“), ein großes Steinkreuz (285 × 150 × 190 cm) aus Basalt und Bronze wurde 2001 von der armenischen Community Wiens anlässlich des 1700. Jahrestages der Einführung des Christentums als Staatsreligion Armeniens ausgewählt und steht nun auf dem Armenierplatz (Kolonitzgasse/Obere Viaduktgasse) nahe der Armenischen Kirche Wien.

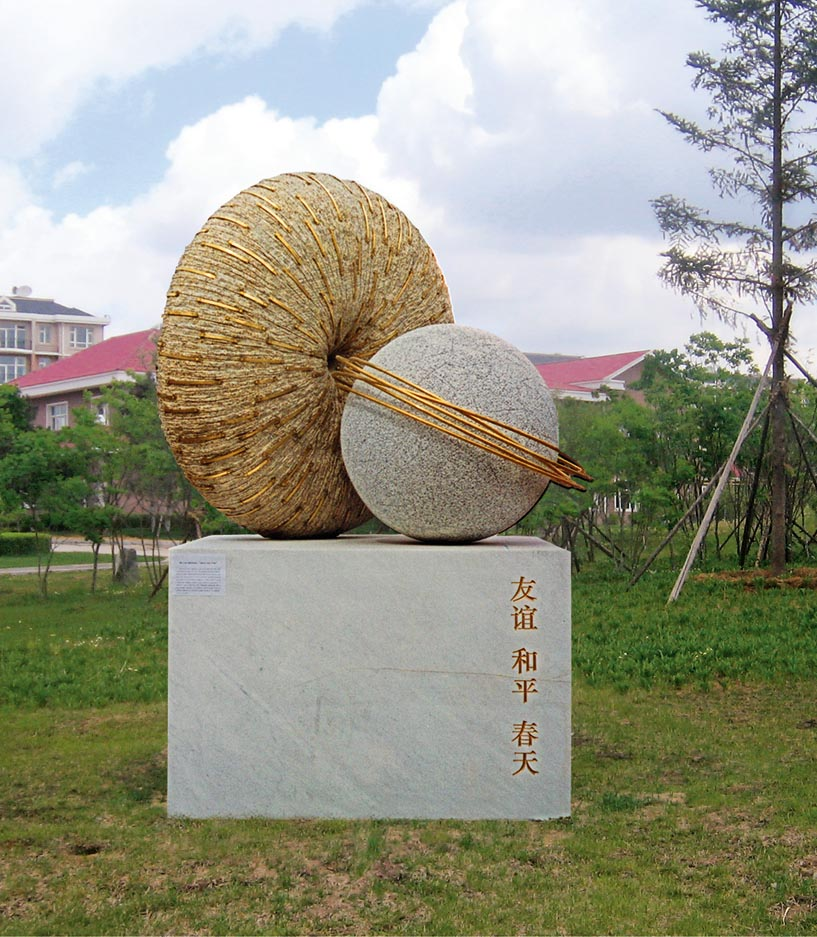
Rad der Zeit (armenisch Ժամանակի անիւը), Changchun, China
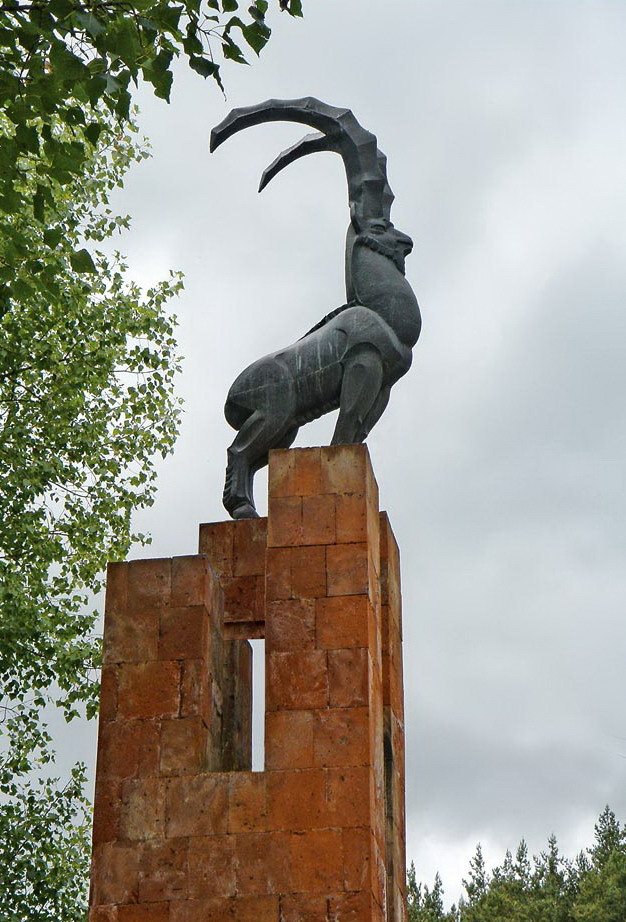
Wildziege (armenisch Քարայծ), Hankawan, Armenien